# Erasmo Percopo
Erasmo Pèrcopo (Napoli, 26 febbraio 1860 – Napoli, 19 gennaio 1928) è stato un filologo e critico letterario italiano.

## Biografia
Erasmo Pèrcopo studiò Lettere all'Università di Napoli dove fu allievo di Francesco D'Ovidio, Michele Kerbaker e soprattutto di Bonaventura Zumbini, ed ebbe come compagni di studi Michele Scherillo, Cesare De Lollis e Nicola Zingarelli. Spinto da Francesco D'Ovidio allo studio della letteratura meridionale in lingua volgare, il giovane Pèrcopo si dedicò dapprima allo studio di opere religiose in volgare quali Le laudi di Jacopone da Todi (1884-1886), i poemetti sacri abruzzesi di Buccio di Ranallo (1886-1892), e alla versione in napoletano del De Balneis Puteolanis di Pietro da Eboli (1887).
Nel 1894 Pèrcopo conseguì la libera docenza in letteratura italiana, e si dedicò quindi alla ricerca erudita e agli studi di letteratura italiana nell'ambito della Scuola storica, interessandosi soprattutto a umanisti del Regno di Napoli rilevanti dal punto di vista storico —in particolare Sannazzaro, il Pontano, il Chariteo, il Pistoia, l'Epicuro e il Tansillo—, che ebbero grande risonanza anche fuori d'Italia. Alla monografia Vita di Jacopo Sannazzaro del 1893, destinata tuttavia a essere pubblicata postuma soltanto nel 1931, fu attribuito il Premio Tenore. Nel corso delle sue quarantennali ricerche erudite, Pèrcopo fece delle scoperte che «costituirono nel loro tempo sorprese per il mondo erudito»: la scoperta dell'Egloga di Pietro Iacopo De Jennaro nella Biblioteca Trivulziana, la scoperta dell'autografo delle Rime del Pistoia nella Biblioteca Ambrosiana nel 1893, la scoperta e l'acquisto del codice con le Rime del Tansillo da un bibliografo napoletano, il Lamento di Joanni Maurello nella Biblioteca Corsiniana. Domenico De Robertis definirà Erasmo Percopo e Benedetto Croce «i due padri dell'erudizione napoletana».
Pèrcopo fu direttore della rivista Rassegna critica della letteratura italiana nel periodo 1921–1925 assieme a Francesco Torraca e a Nicola Zingarelli e direttore di Studi di letteratura italiana assieme a Nicola Zingarelli. Non ebbe invece molta fortuna nella carriera universitaria. Fu professore incaricato di letteratura italiana a partire dall'anno accademico 1906-7 fino all'anno accademico 1910-11; dal 1913 fu ispettore centrale per le scuole medie. Molto successo ebbe, in Germania e in Italia, un manuale universitario scritto col filologo tedesco Berthold Wiese.
Il 28 maggio 1996 l'Università degli Studi di Napoli Federico II ha organizzato in suo onore una Giornata di studi

## Opere
- Quattro Poemetti Sacri dei Secoli XIV e XV; con un'appendice di 10 sonetti di Buccio di Ranallo, Bologna, G. Romagnoli, 1885; Rist. anast. Bologna, Commissione per i testi di lingua, 1969 (Google libri)
- Due Studi su le "Laudi" di Jacopone da Todi. Contributo all'edizione critica, Bologna, Fava, 1886 (Google libri). (Estratto dal "Propugnatore")
- Laudi e Devozioni della Città di Aquila, Torino, Loescher, 1892 (estr. dal "Giornale storico della letteratura italiana", 1886, pp. 186–215).
- (a cura di), Pietro da Eboli, I Bagni di Pozzuoli, Poemetto Napoletano del Secolo XIV, con introduzione, note, appendici e lessico. Napoli, Furchheim, 1887 (Google libri).(Estr. dall' "Archivio storico per le provincie napoletane", 1887, pp. 598–750); Rist. anast. Sala Bolognese, A. Forni, 1974
- Dragonetto Bonifacio marchese d'Oria rimatore napolitano del sec. XVI, Torino, 1887 (estr. dal "Giornale storico della letteratura italiana", vol. 10, 1887, pp. 2–21)
- (a cura di),  La giostra delle virtù e dei vizi: poemetto marchigiano del secolo XIV, Bologna, Fava e Garagnani, 1887
- (a cura di), Le rime di Benedetto Gareth detto il Chariteo: secondo le due stampe originali, 2 voll., Napoli, Tipogr. dell'Accad. delle Scienze, 1892 (Google libri)
- (a cura di), Joanni Maurello, La Morte di don Enrico d'Aragona, lamento in dialetto calabrese (1478), Napoli, Giannini, 1888 (estr. dall'"Archivio storico per le provincie napoletane", anno 13 (1888), pp. 130-160)
- I Sonetti del Pistoja (a proposito dell'ediz. Renier, Torino, 1888), Bologna, 1888 (estr. dal "Propugnatore")
- Marc'Antonio Epicuro. Appunti biografici, Torino, 1888 (estr. dal "Giornale storico della letteratura italiana", XII fasc. 34-35, pp. 1–77 Google libri)
- (a cura di), Barzellette napoletane del quattrocento, Napoli, 1893 (Google libri)
- La Prima Imitazione dell'Arcadia; aggiuntevi l'Egloghe pastorali di Pietro Jacopo de Jennaro e di Filenio Gallo, Napoli, Pierro, 1894 (Google libri). (Estr. dagli "Atti della R. Accademia di Archeol. Lett. e Belle arti", vol. 17)
- Artisti e Scrittori Aragonesi. Contributo ad uno studio su Napoli nel Rinascimento, Napoli, Giannini, 1895 (estr. dall’"Archivio storico per le provincie napoletane", vol. 18)
- Pomponio Gaurico umanista napoletano; con appendice contenente notizie biografiche e bibliografiche di Luca Gaurico, un inno greco di Pomponio, documenti inediti, Napoli, Pierro, 1894 (Google libri). (Estr. dagli "Atti dell'Accademia di archeologia, lettere e belle arti", vv. XVI-XVII)
- Di Anton Lelio Romano e di alcune pasquinate contro Leone X, Torino, Loescher, 1896 (estr. dal "Giornale storico della letteratura italiana" 1896, v. XXVIII, p. 45 segg.)
- Una tenzone su amore e fortuna nel Quattrocento e un ignoto poemetto a stampa di V. Calmeta, Napoli, Pierro, 1897
- Una tenzone su Amore e Fortuna fra Lorenzo de' Medici, P. Collenuccio, il Poliziano e G. Benivieni, Napoli, Luigi Pierro Tipografo-Editore, 1897
- Un "Libretto" sconosciuto di Panfilo Sasso, Napoli, Giannini, 1899 (estr. dagli "Studi di letteratura italiana", vol. I)
- (DE)  (con Berthold Wiese) Geschichte der Italienischen Literatur von den ältesten Zeiten bis zur Gegenwart, Leipzig/Wien, Bibliographisches Institut, 1899
- (con Berthold Wiese) Storia della letteratura italiana dalle origini ai giorni nostri, Torino, Utet, 1904
- La famiglia di A. Cammelli, sl, 1900 (estr. dal "Bullettino storico pistoiese, anno II (1900), fasc. 2, pp. 49-62)
- Una lettera Pontaniana inedita di P. Summonte ad A. Colocci (1519), Napoli, 1900 (estr. dagli "Studi della Letter. Ital.")
- Una "Disperata" famosa, Firenze, G. Barbera, 1901 (estr. dalla "Raccolta di studi critici dedicata ad Alessandro D'Ancona festeggiandosi il XL anniversario del suo insegnamento", pp. 702–718).
- Pontaniana: il Pontano poeta laureato. Un'edizione e un codice sconosciuti del "De Laudibus divinis". Un memoriale del Pontano ad Alfonso II d'Aragona, Napoli, Giannini, 1902 (estr. dagli "Studi di Letter. ital.", 3, pp. 193–200)
- Per la Giovinezza del Sannazaro, Bergamo, 1903 (estr. dalla "Miscellanea di studi critici in onore di A. Graf")
- Il "Fiore" è di Rustico di Filippo?, Napoli, Jovene, 1907 (estr. dalla "Rassegna critica della letteratura italiana", 12 (1907), pp. 49 segg.)
- Lettere di Giovanni Pontano a Principi ed Amici, Napoli, Francesco Giannini, 1907 (estr. dagli "Atti dell'Accademia Pontaniana", vol. XXXVII).
- I Sonetti Faceti di Antonio Cammelli, secondo l'autografo ambrosiano, Napoli, Jovene, 1908
- Antonio Cammelli e i suoi "Sonetti Faceti", Roma, 1913 (estr. dagli "Studi di Letter. ltal.", Vol. 6)
- La Poesia Giocosa, Milano, Vallardi, 1909 (Nella collezione "Storia dei generi letterari italiani")
- Una statua di Tommaso Malvico ed alcuni sonetti del Tebaldeo ("Napoli nobilissima", 1892)
- Un codice autografo di rime tansilliane in Ispagna, Napoli, Perrella, 1912 (estr. dagli "Studi in onore di Francesco Torraca nel XXXVI anniversario della sua laurea")
- Giovanni Boscan e Luigi Tansillo, Arpino, Società tipografica Arpinate, 1913
- Tre canzoni pastorali inedite di Luigi Tansillo, Napoli, Tipografia degli Artigianelli, 1922
- (a cura di), Luigi Tansillo: il canzoniere edito ed inedito secondo una copia dell'originale ed altri manoscritti e stampe, Napoli, Tipografia degli Artigianelli, 1926-1927.
- Vita di Jacobo Sannazaro; a cura di G. Brognoligo, Napoli, Società Napoletana di Storia Patria, 1931
- Vita di Giovanni Pontano; a cura di Michele Manfredi, Napoli, I.T.E.A., 1938 (Google libri)
- (a cura di Mario Del Treppo), Nuovi documenti su gli scrittori e gli artisti dei tempi aragonesi; con un profilo dell'autore, Napoli, Società napoletana di Storia Patria, 1997, ISBN 88-8044-044-6